# Fluorure de béryllium
Le fluorure de béryllium est un composé inorganique de formule BeF2. Ce solide de couleur blanche est le principal précurseur dans la manufacture du métal béryllium.

## Structure

Structure du sous forme solide.

La structure du fluorure de béryllium sous forme solide ressemble à celle du dioxyde de silicium (SiO2). Les centres Be2+ sont tétraédriques et quadrivalents. Le BeF2 solide peut adopter plusieurs formes polymères analogues à celles adoptées par le SiO2 c'est-à-dire l'α-quartz, le β-quartz, la cristobalite et la tridymite. Ses réactions avec les fluorures sont aussi similaires à celles du SiO2 avec les oxydes.
Il existe par ailleurs des similitudes entre le BeF2 et le fluorure d'aluminium AlF3, les deux molécules formant de complexes structures à température moyenne. Sa liaison est de type ionique.
On peut trouver du BeF2 gazeux à des températures supérieures à 1 160 °C. C'est une molécule linéaire du même type que les gaz isoélectroniques, comme le dioxyde de carbone (CO2) et le SiO2. La distance entre les atomes de béryllium et les atomes de fluor est de 177 pm. La différence entre la structure à température ambiante du fluorure de béryllium (solide avec une apparence rocheuse) et du dioxyde de carbone (gaz) provient de la faible capacité des métaux alcalins à former des liaisons multiples.
| Pression | Température |
| -------- | ----------- |
| 10 Pa    | 686 °C      |
| 100 Pa   | 767 °C      |
| 1 kPa    | 869 °C      |
| 10 kPa   | 999 °C      |
| 100 kPa  | 1 172 °C    |

Le comportement du BeF2 fondu ressemble à celui de l'eau : il s'agit d'une molécule triatomique avec des interactions fortes sur les liaisons Be—F—Be. Comme pour l'eau, la densité du BeF2 décroît à proximité de son point de fusion. Le fluorure de béryllium liquide a une structure tétraédrique fluctuante.

## Production
Le traitement du minerai de béryllium produit du Be(OH)2. Ce matériau réagit avec le bifluorure d'ammonium pour donner du tétrafluoroberyllate d'ammonium :
Be(OH)2 + 2 (NH4)HF2 → (NH4)2BeF4 + 2 H2O.
Le tétrafluoroberyllate est un ion robuste ce qui permet sa purification par précipitation des impuretés et de leurs hydroxydes. Chauffer du (NH4)2BeF4 purifié donne le fluorure de béryllium :
(NH4)2BeF4 → 2 NH3 + 2 HF + BeF2.

## Applications

### Béryllium métallique
La réduction du BeF2 à 1 300 °C avec du magnésium dans un creuset en graphite est une des plus simples manières d'obtenir du béryllium métallique :
BeF2 + Mg → Be + MgF2.
Le chlorure n'est pas un bon précurseur du fait de sa volatilité.

### Biochimie
Le fluorure de béryllium est utilisé en biochimie, particulièrement pour la cristallographie des protéines pour imiter le phosphate. L'adénosine diphosphate (ADP) et le fluorure de béryllium ont en effet tendance à occuper les sites de fixation de l'adénosine triphosphate (ATP) et à inhiber ainsi l'action des protéines, rendant alors possible la cristallisation de protéines liées,.

### Réacteurs nucléaires
Le fluorure de béryllium forme un constituant de base de la solution de sels de fluorures utilisée dans les réacteurs nucléaires à sels fondus. Typiquement le fluorure de béryllium est mélangé à du fluorure de lithium pour former un solvant de base, le FLiBe, dans lequel du fluorure d'uranium et de thorium sont introduits. Le fluorure de béryllium est particulièrement stable chimiquement et le FLiBe a un point de fusion faible (entre 360 °C et 459 °C), ce qui sont les meilleures propriétés neutroniques possibles pour une combinaison de sels de fluorure en cas d'utilisation dans un réacteur nucléaire.
Le réacteur expérimental à sels fondus a utilisé deux mélanges différents dans ses deux circuits de refroidissement.

## Sécurité
Tous les composés du béryllium sont hautement toxiques. Le fluorure de béryllium est très soluble dans l'eau et peut donc être facilement absorbé ; son absorption empêche l'assimilation de l'ATP.
La dose létale médiane (DL50) pour les souris est d'environ 100 mg kg−1 par ingestion et 1,8 mg kg−1 par injection intraveineuse.